# حساب العمر في شرق آسيا
يستخدم مفهوم حساب العمر في شرق آسيا والذي نشأ في الصين على نحو واسع في الثقافات الأخرى في شرق آسيا. يعتبر عمر الطفل حديث الولادة سنه واحدة، ويزداد عمره سنة في كل بداية لفصل يتشون وهو أول فصل من 24 فصل شمسي (عادة مايكون في 4 فبراير أو 5 فبراير). وذلك يعني أنه يتم حساب عمر الرضيع في بداية حياته كسنة بدلًا من يوم، أي يكون عمره سنة واحدة في أول سنه من حياته وسنتان في السنة الثانية وهكذا.
ولأن العمر يزداد في بداية الفصل الشمسي على يوم ميلاد الشخص، فذلك قد يجعل عمر الشخص في الحساب الآسيوي أكبر بسنة أو سنتين من عمره في النظام الحديث لحساب العمر.

## الاختلافات في موعد تغير العمر
يتغير عمر الشخص في الصين في اليوم الأول من يتشون وهو أول فصل من 24 فصل شمسي والذي عادةً يكون في 4 فبراير وفي بعض الأوقات قد يصادف 5 فبراير.
على الرغم من أن الكوريين أيضًا كانوا في الأصل يتبعون يتشون كبداية السنة وموعد لتغير عمر الشخص، إلا أن نظام حساب العمر تغير في العصر الحالي وأصبح يستند على التقويم الغريغوري.
أما في منغوليا الخارجية الشرقية فيبدأ حساب عمر الأنثى تقليديًا منذ فترة حمل الأم بها وذلك على عدد المرات التي يكتمل بها القمر، وأما بالنسبة للذكور فيحدد العمر على عدد الأقمار المكتملة من بعد الولادة.
في اليابان وفيتنام وكوريا الجنوبية يقومون باستخدام يتشون والذي يُعتبر كموعد لتغير العمر في أمور الكهانة التقليدية والدين.
وقد انتهت الفكرة من استخدام الميلاد الدولي في كلٍ من المناطق التي تأثرت تاريخيًا في الثقافة الصينية، والصين، واليابان وتحول نظامهم إلى النظام الغربي لحساب العمر باستثناء وحيد وهي دولة كوريا على الرغم من أن النظام الدولي تغير من يتشون إلى يوم رأس السنة الجديدة.

## الصين
يُطلق على أي نظام لحساب العمر في الصين سواء كان النظام التقليدي أو الحديث بالكلمة سوي (الصينية التقليدية: 歲، الصينية المبسطة: 岁؛ النطق: سوي), ومعنى هذه الكلمة «سنوات العمر» وتستخدم في حساب العمر. عندما يتم كتابة عمر الشخص في أي منشور، غالبًا ما يتم تحديد إذا ما كان هذا العمر بحساب العمر التقليدي (الصينية التقليدية: 虛歲، الصينية المبسطة: 虚岁؛ النطق: شوسي: xūsuì) أو بالحساب الحديث (الصينية التقليدية 歲 周:, الصينية المبسطة 周岁 النطق:zhōusùi جولسي)أو بالعمر الحقيقي (الصينية التقليدية 實 歲 الصينية المبسطة 实 岁 النطق: شي سوي Shisui)
يحتفل الصينيون بمولد الطفل عندما يبقى الطفل على قيد الحياة لمدة شهر (29 يوم بحساب الشهر القمر) ويسمى هذا الاحتفال بالقمر المكتمل «ليوت مون» (الصينية: 滿月 النطق: mǎnyuè مايويا), بحيث يقومون في هذا الاحتفال بتوزيع البط وبيض الدجاج المصبوغ باللون الأحمرعلى الضيوف وذلك للدلالة على نسبة المواليد في البلد.

## اليابان

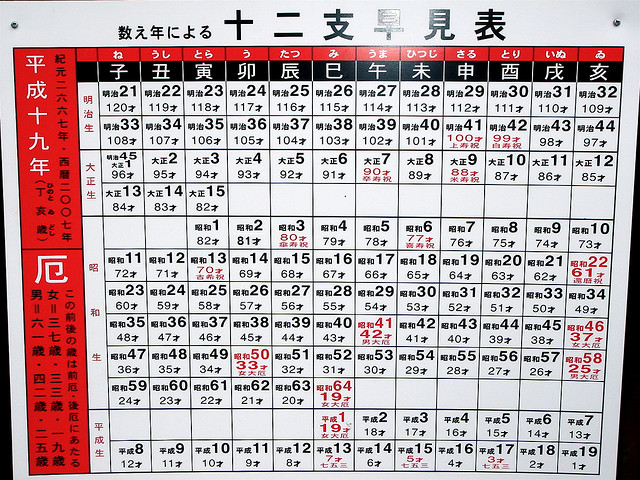
ياكودوشي - مخطط سنوات الحظ السيئ.

يطلق اليابانيون كلمه ساي (才 او歳) للدلالة على الأشياء المعدودة فتستخدم لكل من نظام حساب العمر التقليدي والنظام الحديث.
وقد أنهى القانون في عام 1902 استخدام النظام التقليدي لحساب العمر أو مايسمى باللغة اليابانية كازودوشي (数え年), وذلك عندما تم رسميًا اعتماد نظام حساب العمر الحديث أو مايعرف باليابان باسم مان ننيندي (満年齢).
ومع ذلك لايزال النظام التقليدي لحساب العمريستخدم في اليابان، لذلك تم وضع قانون اخر في عام 1950 لتشجيع الناس على استخدام نظام حساب العمر الحديث. وفي الوقت الحالي فقط كبار السن والمناطق الريفية هم من يستخدمون نظام العمر التقليدي بشكل رئيسي.أما في الاماكن الأخرى فيقتصر استخدام هذا النظام على الاحتفالات التقليدية والكهانة وفي سجل الوفايات.

## كوريا

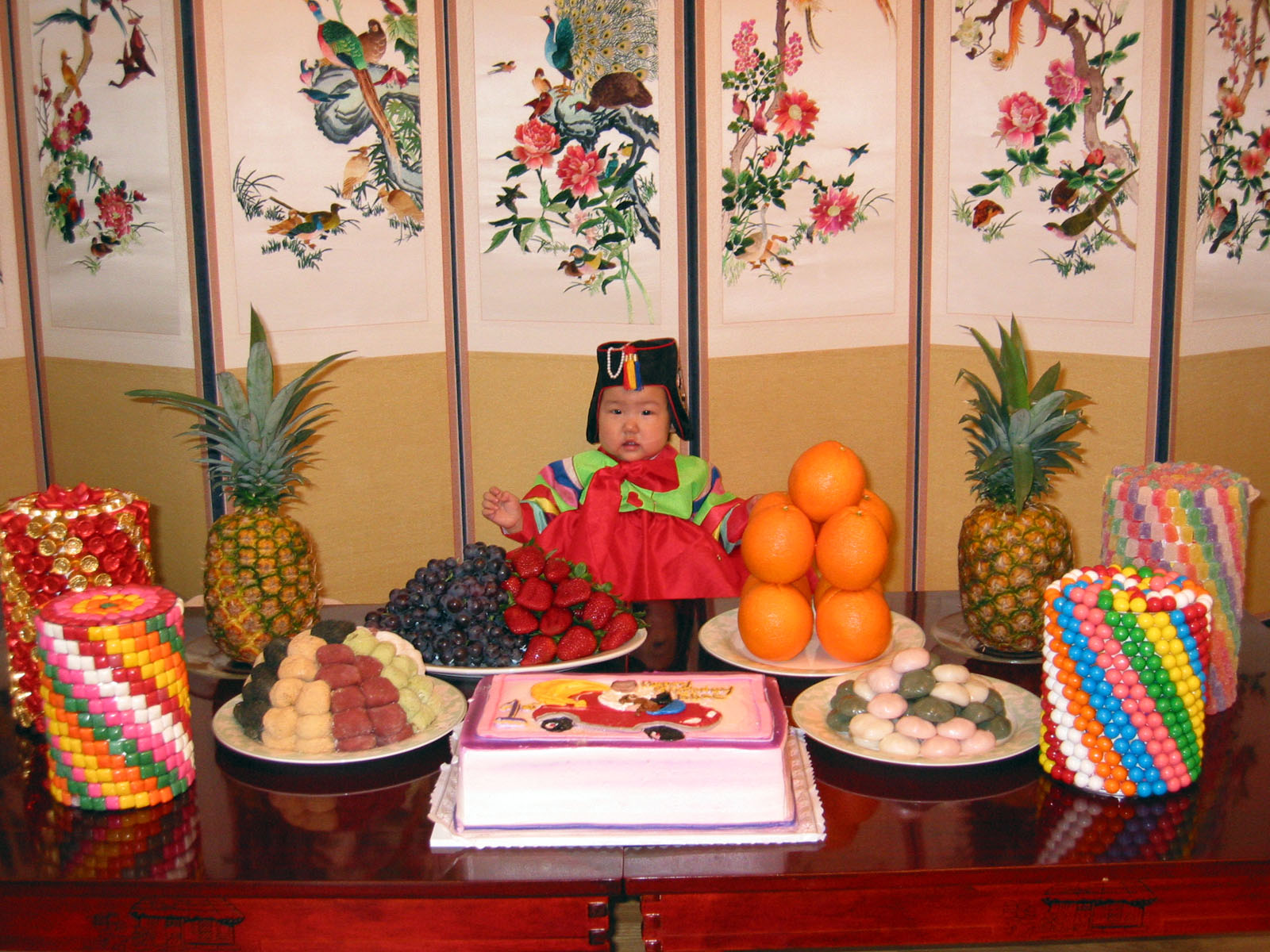
الطرية التقليدية للاحتفال بميلاد الطفل ذو السنة الواحدة في كوريا الجنوبيه.

تعود أعمار الأشخاص الكوريين إلى مجموعة يطلق عليها سال (살), وذلك باستخدام الأرقام الكورية بشكل ترتيبي.
بحيث يكون عمر الشخص 1 سال (han sal", 한살) أي سنة واحدة خلال السنة الأولى من التقويم في حياته، و 10 سال خلال السنة التقويمية العاشرة.
يطلق على ذكرى المائة يوم للطفل ببيكئيل والتي تعني حرفيًا في كوريا «مائة يوم», بحيث يقومون باحتفال خاص بمناسبة بقاء الطفل على قيد الحياة وذلك نظرًا لارتفاع نسبة الوفيات بين الرضع في هذه الفترة في السابق.
تسمى الذكرى الأولى لميلاد الطفل ب دول (돌), ويقومون بالاحتفال به أيضًا، ويعطون هذا اليوم أهمية كبيرة.
على الرغم من أن جميع الكوريين تزداد أعمارهم 1 سال في رأس السنة إلا أنهم يحتفلون بميلادهم في اليوم الذي ولدوا فيه.
ذلك لأن عمر الشخص يكون سنة واحدة من بداية ولادته ويزداد عمره سنتين في أول يوم من رأس السنة الجديدة، ومثال على ذلك لو أن طفل وُلد في 29 ديسمبر سوف يكون عمر هذا الطفل سنتان في اليوم الذي يليه أي في رأس السنةالجديدة، على الرغم من أن عمره في حساب العمر الغربي يومان فقط. فبالتالي الأشخاص المولودين في نفس السنة التقويمية يكونون بنفس العمر، ويمكن حساب العمر بسهولة من خلال هذه المعادلة: العمر= السنه الحاليه – سنة الميلاد + 1.
غالبًا مايتم استخدام النظام التقليدي في كوريا حديثا.
يُطلق على نظام العمر الدولي بمان-ناي (만나이) بحيث «مان (만)» تعني «الكامل» أو «الفعلي», و «ناي (나이)» تعني «العمر». على سبيل المثال، مان يول سال تعني في اللغة العربية «عشرة سنوات كاملة» أو «عمر عشرة سنوات».
ومعنى الكلمة الكورية دول «سنوات مضت», وهي بنفس معنى «سنوات» في اللغة العربية، وتستخدم فقط في أيام الميلاد الأولى.
وتعود كلمة تشيوتدولأ أو باختصار دول إلى يوم الميلاد الغربي الأول، وتعود كلمة دودول إلى يوم الميلاد الثاني وغير ذلك. يسمى الاحتفال في عيد الميلاد حسب التقويم القمري ب ايوميك سن—ايل (음력 생일، 陰曆 生日), أما الاحتفال حسب التقويم الغريغوري يسمى ب يانياك سنغ-ايل (양력 생일، 陽曆 生日).
يتم استخدام نظام العمر الزمني للاستخدامات الحكومية الرسمية والوثائق والإجرائات القانونية، وهو نظام مقارب للنظام المستخدم في الدول الغربية. والنظام المتعلق في تحديد سن الدخول للمدارس وتحديد سن الرشد تستند جميعها على نظام العمر الزمني «مان ني».
الحد الاقصى لعمر الشخص ليسمح له باستخدام التبغ أو الكحول يكون في 1 يناير عندما يصبح به عمر الشخص 19 سنه.

## الفيتنامية
يستخدم هذا النظام التقليدي بشكل واسع في فيتنام بالعصر الحديث.
ويستطيع الأشخاص المتحدثين أن يميزوا في الأحاديث عن الكلمات الدالة على العمر التقليدي بحيث ("توي تا" – تعني عمرنا أو "توي مو"- تعني العمر (ويتضمن أيضًا قبل الولادة)). (والعمر الغربي (توي تاي" – العمر الغربي), وفي الوثائق الرسمية يقومون باستخدام النظام الغربي فقط.